# Randolph Hokanson
Randolph Henning Hokanson, né le 22 juin 1915 dans l'État de Washington et mort le 18 octobre 2018 à Seattle, est un pianiste américain, professeur à l'université de Washington à Seattle.
Il est connu pour ses enregistrements de Bach, Schubert, Beethoven, Chopin, Liszt et Mendelssohn, et a donné plus de cent représentations, y compris le cycle complet des sonates de Beethoven.

## Biographie
Très jeune, Randolph Hokanson avait déjà à son crédit une tournée dans les principales villes de l'ouest des États-Unis, lorsqu'il fut appelé pour servir dans l'armée américaine.
Son service militaire le conduisit en France pendant plusieurs mois où il fut tellement apprécié qu'il fut invité, au mois de janvier 1946, à donner un récital à Nice avec l'Orchestre symphonique de Monte-Carlo, puis avec les Concerts Colonne à Paris.
Revenu en Amérique peu après, il ne tarda à être engagé pour des tournées de concert et pour la radio.
Randolph Hokanson a étudié avec des bourses d'études avec Harold Samuel, Myra Hess et Carl Friedberg. Il s'est produit comme soliste sous la direction de chefs d'orchestre tels que Sir Thomas Beecham, Pierre Monteux, Arthur Fiedler, Walter Susskind, Milton Katims et Stanley Chapple entre autres. Il a visité les États-Unis et le Canada pendant 8 ans. Il se produisait encore sur scène à l'âge de 90 ans.
Il fut marié à la compositrice Dorothy Cadzow Hokanson à partir de 1951 jusqu'à la mort de celle-ci en 2001.

## Sources
- (en) Cet article est partiellement ou en totalité issu de l’article de Wikipédia en anglais intitulé « Randolph Hokanson » (voir la liste des auteurs).

1. ↑  (en) « RIP Randolph Hokanson », sur Memeteria, 19 octobre 2018 (consulté le 19 octobre 2018)
2. ↑  (en) « Randolph Hokanson » [archive du 24 mai 2009], sur Pianosociety.com
3. ↑  (en) « Piano man emeritus lends hands for benefit », The Seattle Times,‎ 7 octobre 2005 (lire en ligne, consulté le 7 août 2009)
4. ↑  (en) « Dorothy Hokanson, composer », The Seattle Times,‎ 28 juin 2001 (lire en ligne, consulté le 7 août 2009)

- Le Canada français, 31 octobre 1946